# Приказ денежного и хлебного сбора
Приказ денежного и хлебного сбора — орган военного управления в Русском царстве, предназначенный для обеспечения вооружённых сил на военное время денежными и другими материальными средствами.
Этот приказ учреждался на время войны для сбора денег и припасов на содержание войска. Такие приказы встречаются при Михаиле Фёдоровиче, Алексее Михайловиче и Фёдоре Алексеевиче.
Иногда вместо них образовывались присутствия при монастырском приказе и Большом приходе.